# Velkopopovický Kozel
Velkopopovický Kozel es una cerveza checa producida desde 1874. La cervecería se fundó en Velké Popovice, una ciudad situada a 25 km al sureste de Praga. Su símbolo es una cabra (kozel significa "macho cabrío" en checo). La empresa fue comprada por SABMiller en 2002 y vendida a Asahi Breweries en 2016. 

## Historia

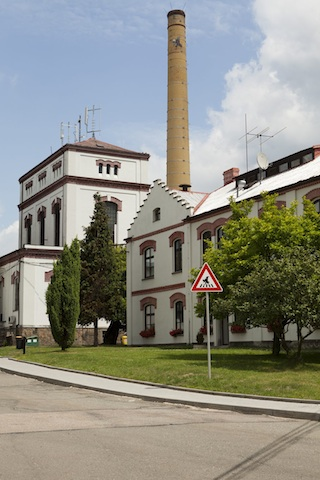
Cervecería Velkopopovický Kozel

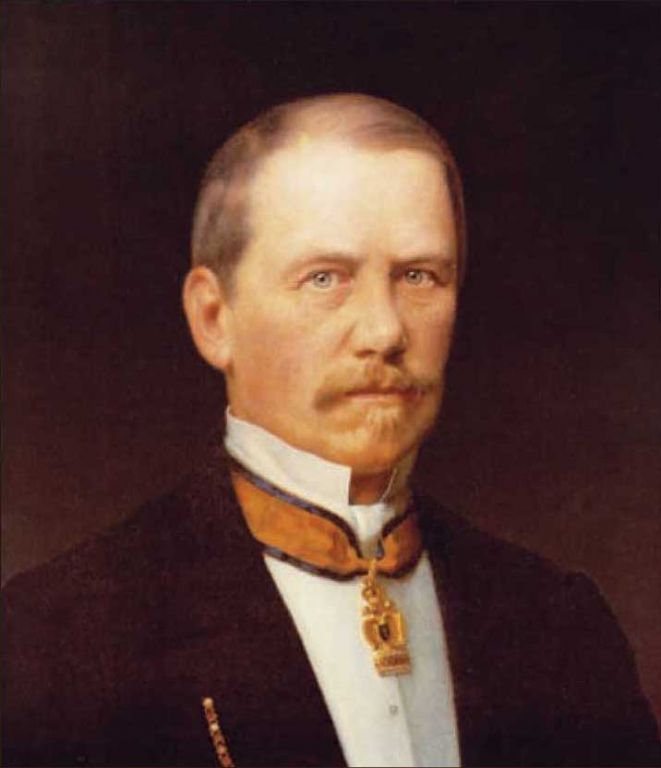
Frantisek Ringhoffer

La primera mención histórica de Velkopopovicky Kozel se remonta al siglo XIV. La cervecería de Velké Popovice, tal como la conocemos hoy, tiene sus orígenes en el siglo XIX. Tras años de desavenencias y un declive gradual, la cervecería fue comprada por un rico magnate industrial, František Ringhoffer, que era alcalde de Smíchov y uno de los empresarios de más éxito de la época.
La cervecería se construyó en 1875, aunque el año anterior se elaboró la primera tanda de cerveza Kozel.
Sobrevivió a la Primera Guerra Mundial, funcionando de forma restringida y sin grandes innovaciones, y volvió a crecer en el periodo de entreguerras. La Segunda Guerra Mundial trajo consigo nuevas restricciones de producción para todas las cervecerías, y Kozel tuvo que hacer frente a obstáculos para adquirir las materias primas que necesitaba.
Tras la guerra, la fábrica de cerveza fue nacionalizada y experimentó una falta de trabajadores. En 1951, la dirección de la empresa resolvió este problema contratando a mujeres. La proporción entre mujeres y hombres se mantuvo casi 1:1 hasta 1962 y el embotellado estaba exclusivamente en manos femeninas. En 1965, Kozel distribuyó la primera cerveza del mundo en camiones cisterna y dio origen a la tradición de los bares cisterna.
Tras treinta años de socialismo, la cervecera logró la independencia en 1991 y en 1992 se convirtió en sociedad anónima. En 2002, Kozel y Radegast fueron adquiridas por Pilsner Urquell, parte del conglomerado cervecero SABMiller. En 2016, fue una de las marcas vendidas por SABMiller a Asahi, siendo la desinversión consecuencia de la adquisición de la primera por ABInBev, para cumplir con la normativa antimonopolio mundial.
En 2012, la cerveza en lata Kozel fue objeto de publicidad viral en Rusia: lanzada al espacio, la cerveza fue arrojada en paracaídas, y el acontecimiento fue filmado y transmitido por internet.

## Mascota

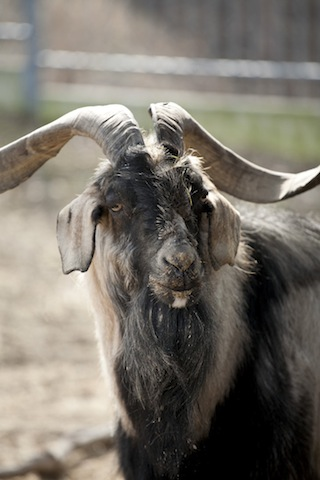
Mascota de Kozel Olda

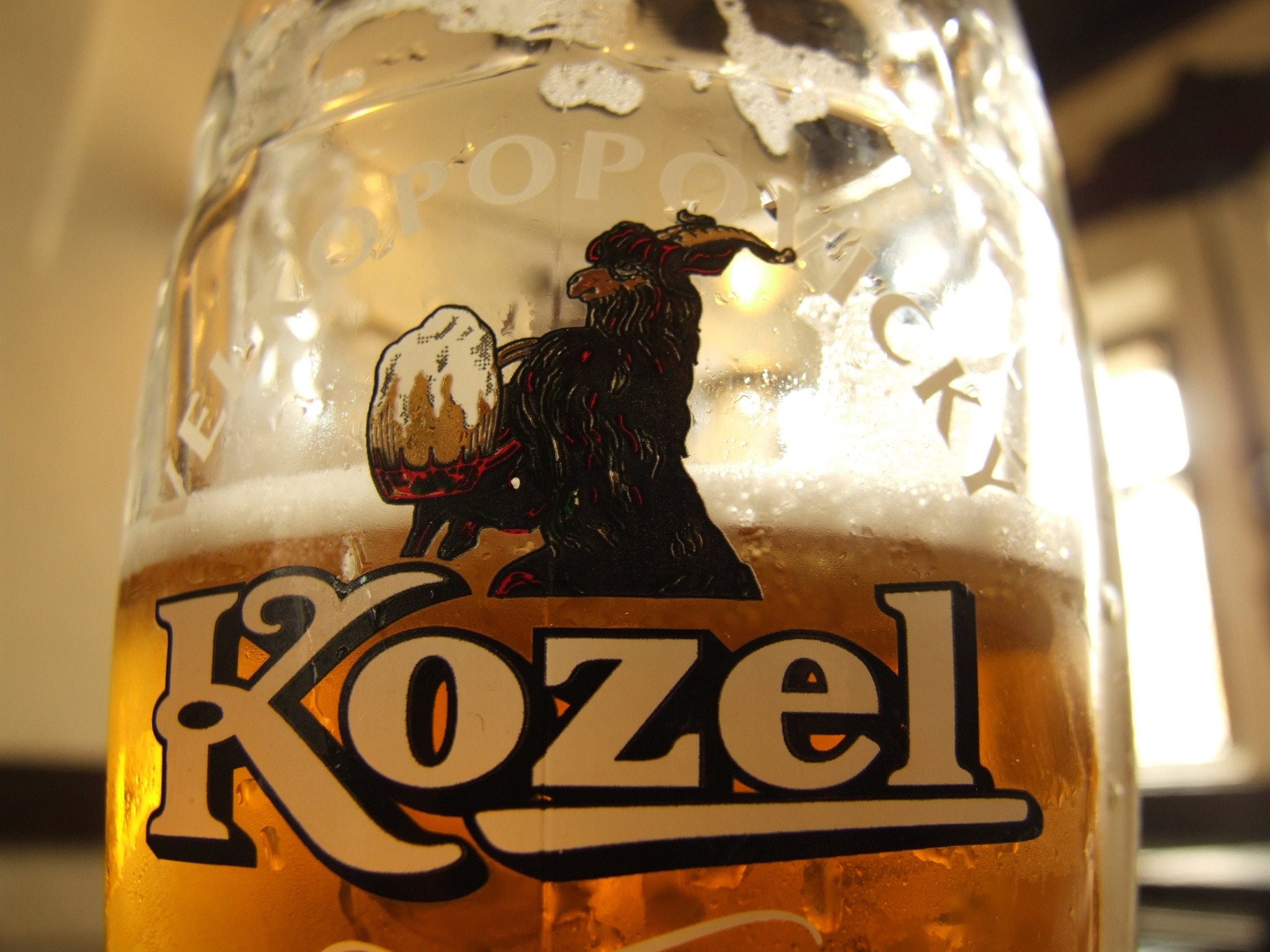
Olda representada en una jarra de Kozel

El nombre Kozel y su emblema tienen su origen en el período posterior a la Primera Guerra Mundial. Kozel significa "macho cabrío" en checo, y la cerveza oscura en aquella época se llamaba bock, que en alemán significa "cabra".
En aquella época había mucha competencia en la fabricación de cerveza. El fundador de Kozel, Emanuel Ringhoffer, se dio cuenta de que era necesario distinguir su cervecería de la competencia y empezó a producir en Velké Popovice una cerveza fuerte y oscura, conocida localmente como kozel. Por aquel entonces, un pintor francés pasó por la ciudad y quedó conmovido por la hospitalidad de los lugareños, y por gratitud decidió crear un emblema para la cervecería, basado en la figura de una cabra. Desde entonces, la mascota ha decorado la etiqueta durante casi cien años.
En los años 30, los propietarios intentaron consolidar la posición de la empresa y, para darle una imagen más atractiva, trajeron a la cervecería una cabra viva como atracción. Hasta hoy, la cervecería Kozel cuenta con una cabra viva y otras atracciones para los visitantes. Desde los años setenta, todas las cabras llevan el nombre del cuidador original, Olda, y este nombre se ha transmitido de cabra a cabra durante más de cuarenta años.

## Producción
La compañía produce varios tipos de cerveza:
- Kozel 10: cerveza pálida de barril de 10° y 4,2% de alcohol.
- Kozel 11: cerveza rubia de barril de 11° y 4,6% de alcohol. Se comercializa desde 2005.
- Kozel Černý - cerveza oscura de barril con 3,8% de graduación alcohólica.
- Kozel Řezaný - una mezcla de lagers claras y oscuras, con 4,6% vol.
- Kozel Mistrův Ležák - una lager pálida de 12°, con 4,8% vol.
- Kozel Mistrův Tmavý - cerveza rubia oscura, con 4,4 % de alcohol.
- Kozel Nealko - una cerveza sin alcohol, con máx. 0,5% vol.

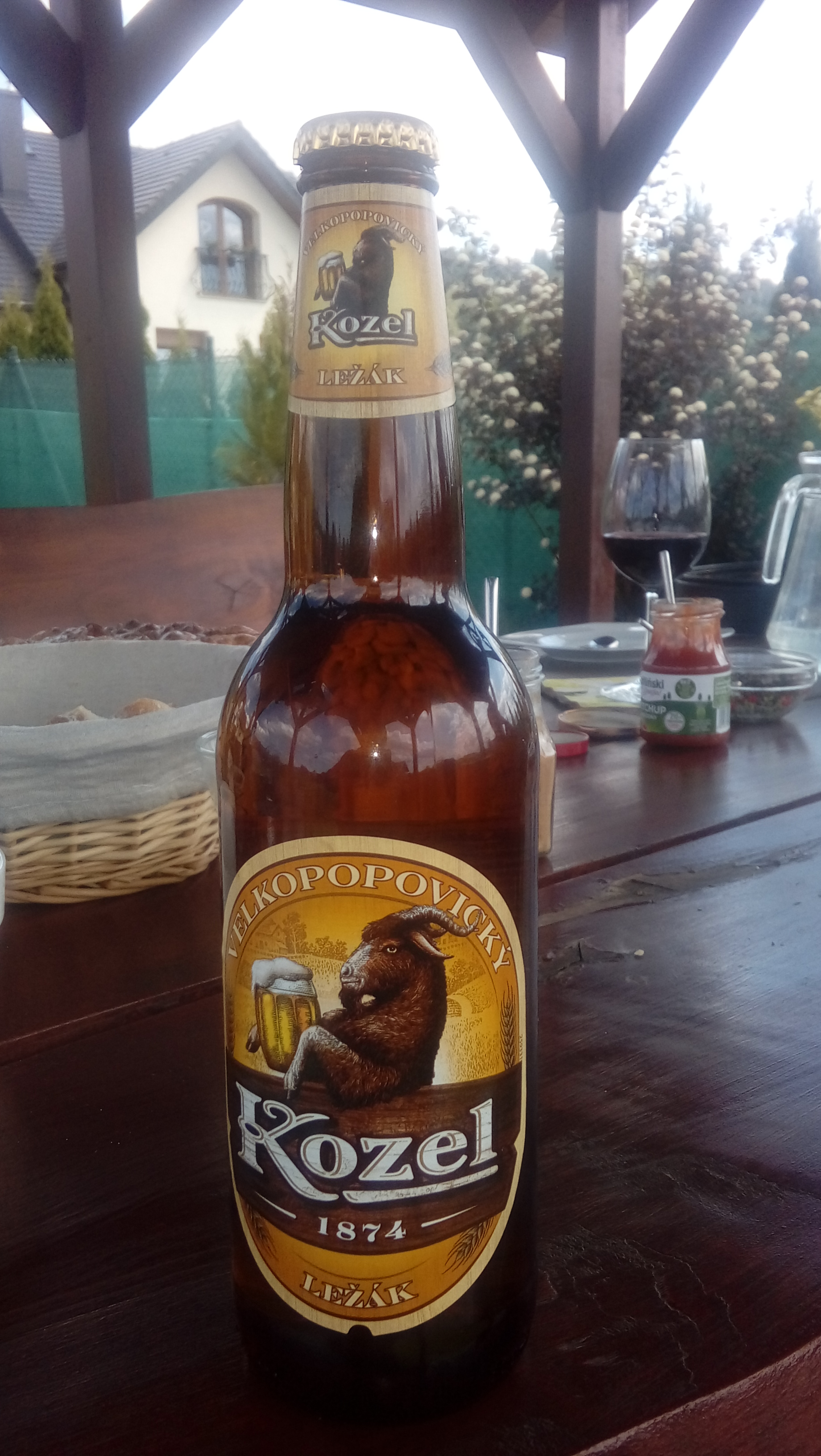
Kozel 10°
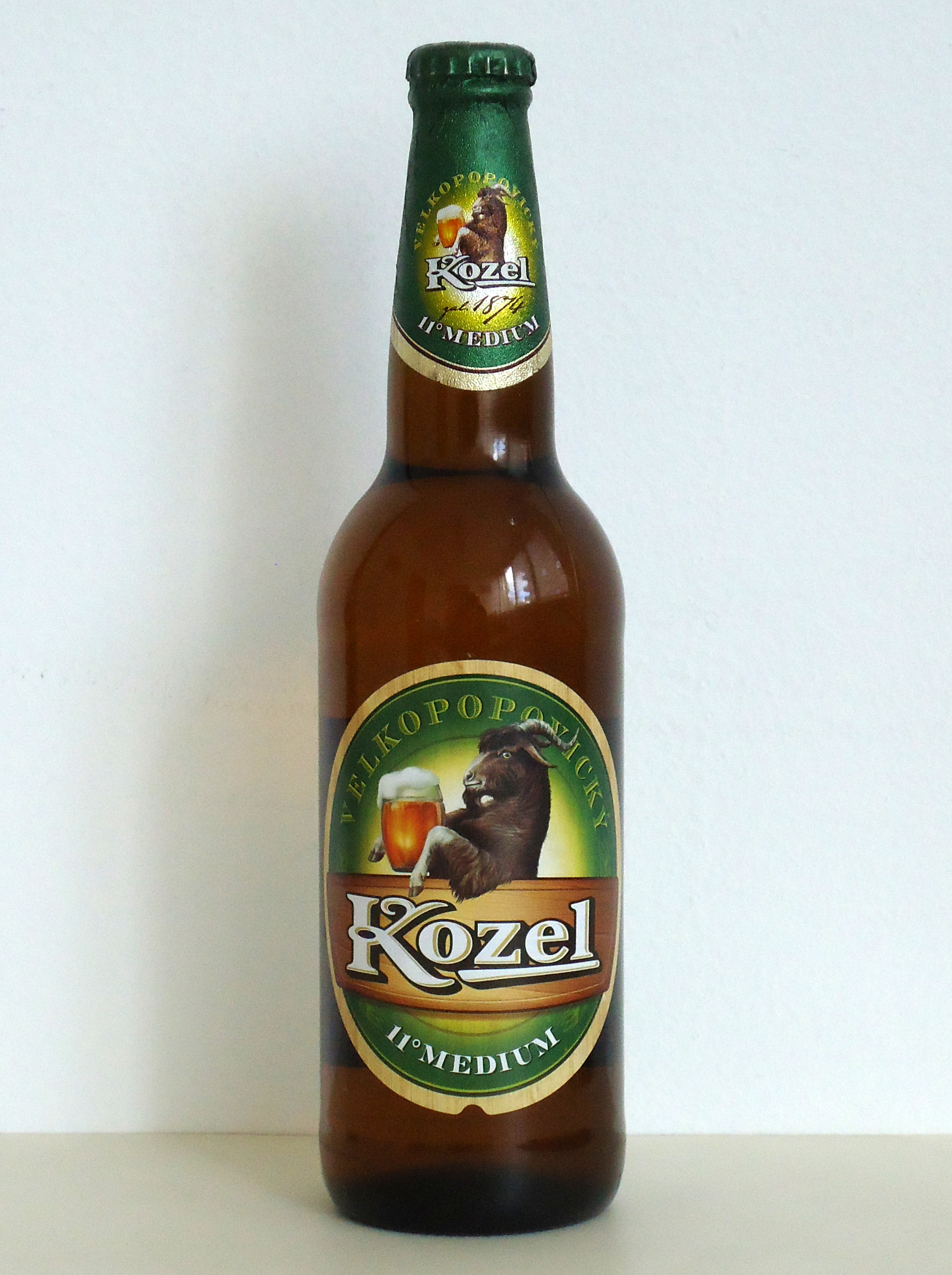
Kozel 11°
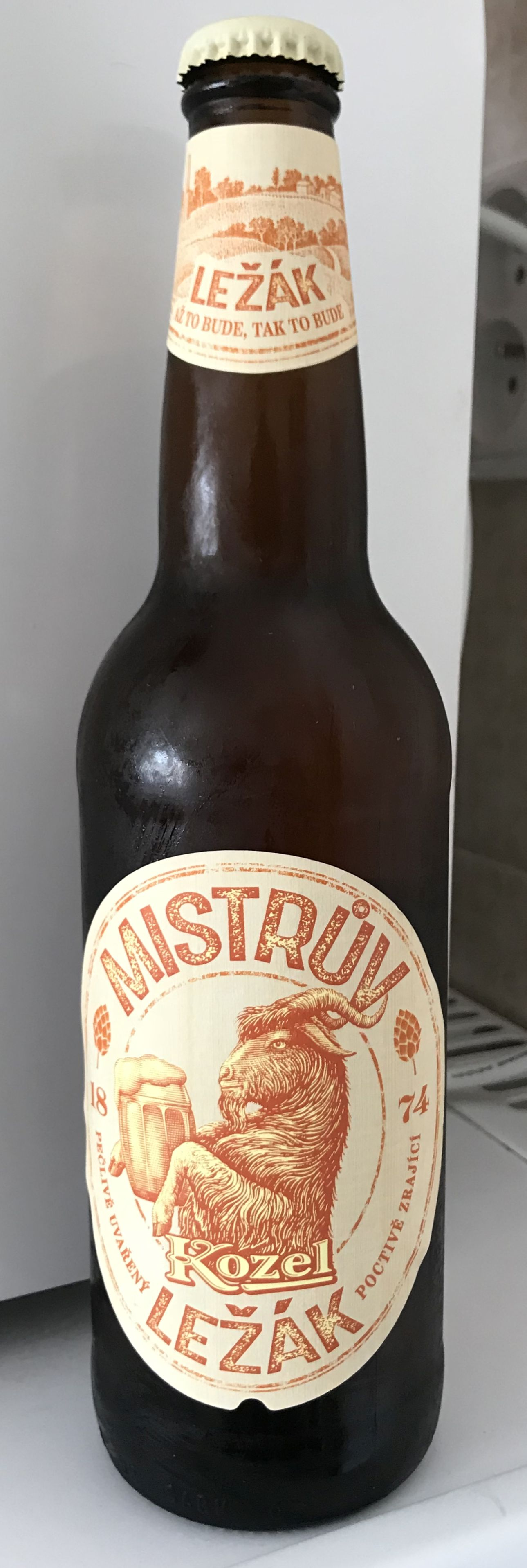
Kozel Mistrův Ležák
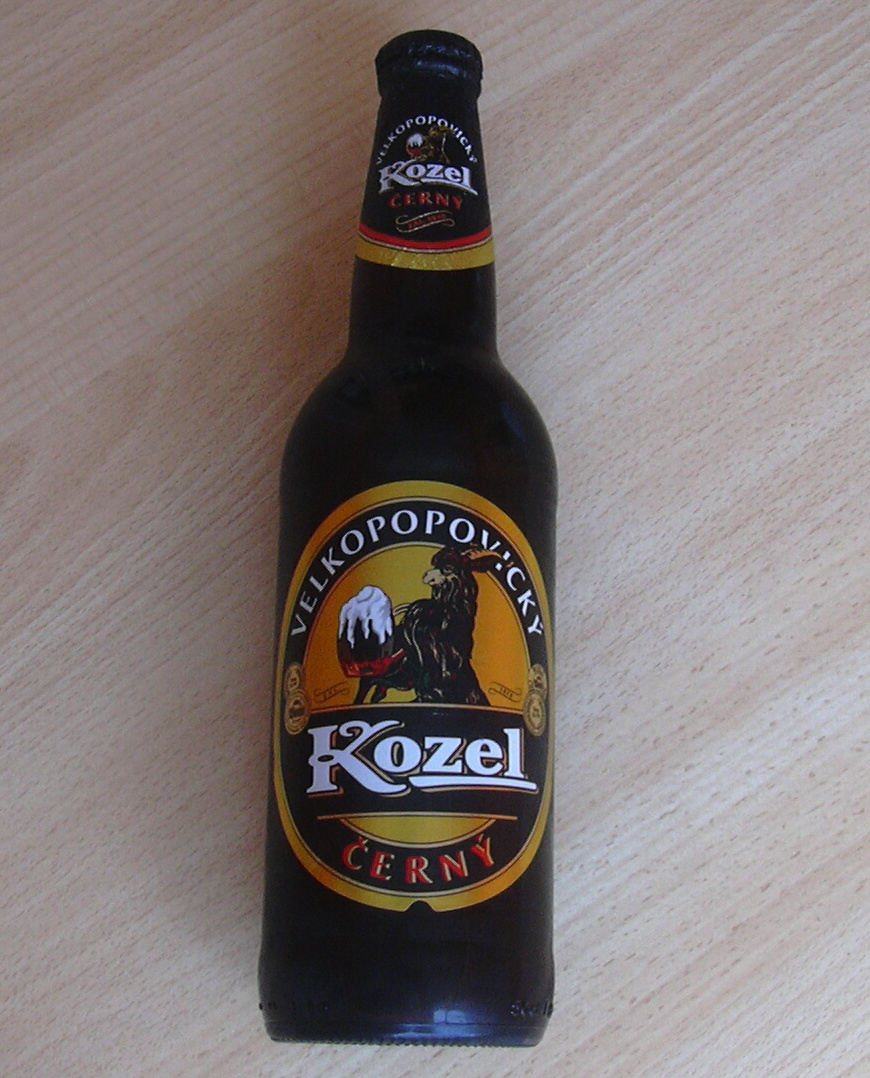
Kozel Černý (negra)

## Exportación y producción autorizada
Kozel se vende en una treintena de países de todo el mundo, con producción autorizada en Eslovaquia, Rusia, Hungría, Ucrania y Turquía, entre otros.